# Lloyd Batts
Lloyd Batts, né en 1951, est un ancien joueur de basket-ball américain. Il mesure 1,94 m et joue au poste de meneur.

## Carrière

### Universitaire
- 1974 :  Cincinnati University (NCAA)

## Clubs
- 1974-1975 :  Virginia Squires (ABA)
- 1977-1978 :  West Virginia Wheels (ABA)
- 1981-1982 :  Juve Caserta Basket (Lega A)
- 1982-1983 :  ASVEL Villeurbanne (Nationale 1)
- :  CEP Fleurus (Division 1 nationale Belge)
- :  Monceau (Division 1 nationale Belge)

## Palmarès
- Finaliste Coupe Saporta : 1983 avec Villeurbanne

## Source
- basketpedya.com